# Мурманское книжное издательство
«Му́рманское кни́жное изда́тельство» (МКИ), также «Му́рманское областно́е кни́жное изда́тельство» (МОКИ) — советское государственное и российское частное издательство. Основано в 1957 году в Мурманске.

## История
Основано 28 ноября 1957 года в соответствии с распоряжением Совета министров РСФСР как «Мурманское государственное областное книжное издательство». Начало работу 1 января 1958 года. Коллектив издательства состоял из 16 человек. При издательстве было открыто Областное литературное объединение, в 1960 году оно разделилось на три творческие секции: прозы, очерка и поэзии. Издательство близко взаимодействовало с членами Мурманского отделения Союза журналистов СССР.
В 1958—1959 годах издательство выпустило сборник стихотворений «Полярные Зори», два номера альманаха «Земля Кольская», ряд производственных бюллетеней (всего произведения более 140 авторов). В дальнейшем оно специализировалось на выпуске массово-политической, производственной, краеведческой и художественной литературы.
В 1959—1965 годы, в период семилетнего плана, были изданы сборник сказок «Саамские сказки», сборник очерков Е. А. Двинин «Край, в котором мы живём», сборники очерков С. А. Панкратова «Мой Север», «История одной победы» и «От жизни, от сердца» (в соавторстве с В. В. Демидовой), повесть И. И. Портнягина «Опасное плавание», роман главного редактора издательства А. С. Мошкина «Учитель» (его отставку в 1960 году связывают с тем, что издание собственной книги было расценено вышестоящими партийными органами как злоупотребление служебным положением), сборник стихотворений В. А. Смирнова «Таёжные маяки», сборник стихотворений коллектива авторов «Заполярье — земля поэтов», исследование А. Н. Синцова «Полярные олимпиады», исследования В. Н. Шейнкер «А. М. Горький и Заполярье» и «Кольский край в литературе», работу И. Ф. Шупа-Дуброва «Бригадно-подрядный метод в строительстве» и другие. Количество издаваемых наименований книг и брошюр росло, однако их качество постепенно снижалось, значительную часть тиражей стали составлять производственные брошюры, например, «Мечта и бетон», «На тех же площадях — больше железобетона», «Форсунки с гидравлическим запором» и другие. Тем не менее, в 1965 году издательство впервые приняло участие во Всероссийском конкурсе «Искусство книги» и было удостоено поощрительного диплома.
| Статистика по объёмам производства. 1958–1964 годы | Статистика по объёмам производства. 1958–1964 годы | Статистика по объёмам производства. 1958–1964 годы | Статистика по объёмам производства. 1958–1964 годы | Статистика по объёмам производства. 1958–1964 годы | Статистика по объёмам производства. 1958–1964 годы | Статистика по объёмам производства. 1958–1964 годы | Статистика по объёмам производства. 1958–1964 годы |
| [ 9 ]                                              | 1958                                               | 1959                                               | 1960                                               | 1961                                               | 1962                                               | 1963                                               | 1964                                               |
| -------------------------------------------------- | -------------------------------------------------- | -------------------------------------------------- | -------------------------------------------------- | -------------------------------------------------- | -------------------------------------------------- | -------------------------------------------------- | -------------------------------------------------- |
| Книг и брошюр, печатных единиц                     | 5                                                  | 24                                                 | 40                                                 | 56                                                 | 61                                                 | 54                                                 | 48                                                 |

В 1965—1980-е годы издательство достигло пика своего развития: в 1965—1970-е годы были изданы повесть И. А. Бородулина «Мы — разведка», сборник стихотворений В. П. Семёнова «Пороги», исследования И. Ф. Ушакова «Кольская земля», А. А. Киселёва «Родное Заполярье» и «Советские саамы: история, экономика, культура» (в соавторстве с Т. А. Киселёвой), И. С. Меркурьева «Живая речь кольских поморов», фотоальбом Е. А. Халдея «От Мурманска до Берлина», а также книги под редакцией А. Б. Тимофеева: сборник рассказов Ю. И. Визбора «Ноль эмоций», сборники стихотворений Р. И. Рождественского «Горячий Север» и Г. Б. Остера «Время твоё», книги серии «Русский и зарубежный рассказ», в которой выходили произведения И. А. Ильфа и Е. П. Петрова, М. М. Зощенко, Р. Киплинга, Э. А. По, М. Твена, Г. де Мопассана, К. Чапека и других. Однако уже в 1976—1980 годы, в период X пятилетнего плана, тематические планы издательства ежегодно корректировались: книги и брошюры издавались тиражом выше запланированного, что приводило к перерасходу ресурсов. Ухудшилось обеспечение бумагой.
30 ноября 1978 года на базе Областного литературного объединения при издательстве была образована Мурманская писательская организация Союза писателей СССР. Она также находилась в тесной связи с литературным объединением при редакции газеты Североморска «На страже Заполярья», а также Мурманским отделением Всесоюзного добровольного общества любителей книги.
В 1980-е годы годы были изданы сказка П. П. Ершова «Конёк-Горбунок», фотоальбом А. В. Волошина и С. А. Майстермана «Минералы Кольского полуострова», исследования А. А. Киселёва, А. И. Краснобаева и А. В. Баранова «Гигант в Хибинах», А. С. Храповицкого и М. А. Дубницкого «Праздник Севера», книги серии «Не просто имя — биография страны». В 1985—1990 годы, в период XII пятилетнего плана, тематические планы издательства не были выполнены по всем показателям, в связи с чем было проведено сокращение штата сотрудников: если в 1983 году коллектив издательства состоял из 23 человек, в 1986 году — также из 23 человек, то уже в 1990 году — из 16 человек, в 1993 году «в коллективе осталась только третья часть работников (от штатной численности 1991 года)», в 1995 году — из 4 человек.
| Статистика по объёмам производства. 1979—1990 годы | Статистика по объёмам производства. 1979—1990 годы | Статистика по объёмам производства. 1979—1990 годы | Статистика по объёмам производства. 1979—1990 годы | Статистика по объёмам производства. 1979—1990 годы | Статистика по объёмам производства. 1979—1990 годы | Статистика по объёмам производства. 1979—1990 годы | Статистика по объёмам производства. 1979—1990 годы |
| —                                                  | 1979                                               | 1980                                               | 1982                                               | 1983                                               | 1984                                               | 1985                                               | 1990                                               |
| -------------------------------------------------- | -------------------------------------------------- | -------------------------------------------------- | -------------------------------------------------- | -------------------------------------------------- | -------------------------------------------------- | -------------------------------------------------- | -------------------------------------------------- |
| Книг и брошюр, печатных единиц                     | 30                                                 | 35                                                 | 32                                                 | 35                                                 | 34                                                 | 34                                                 | 29                                                 |
| Тираж, млн экз.                                    | 1,2                                                | 1,0043                                             | 1,2155                                             | 1,2337                                             | 1,2216                                             | 1,1816                                             | 1,042                                              |
| Печатных листов-оттисков, млн                      | н/д                                                | 8,5936                                             | 10,0272                                            | 10,7478                                            | 10,2326                                            | 10,1019                                            | 10,7567                                            |

| Статистика по типам литературы. 1957–1995 годы | Статистика по типам литературы. 1957–1995 годы | Статистика по типам литературы. 1957–1995 годы | Статистика по типам литературы. 1957–1995 годы | Статистика по типам литературы. 1957–1995 годы |
| [ 29 ]                                         | 1957—1970                                      | 1971—1980                                      | 1981—1990                                      | 1991—1995                                      |
| ---------------------------------------------- | ---------------------------------------------- | ---------------------------------------------- | ---------------------------------------------- | ---------------------------------------------- |
| Производственная                               | 293                                            | 152                                            | 42                                             | —                                              |
| Массово-политическая                           | 109                                            | —                                              | —                                              | —                                              |
| Методическая                                   | —                                              | 105                                            | —                                              | —                                              |
| Краеведческая                                  | 81                                             | 84                                             | 57                                             | 12                                             |
| Проза                                          | 113                                            | 43                                             | 62                                             | 11                                             |
| Поэзия                                         | 42                                             | 27                                             | 39                                             | 10                                             |
| Альбомы                                        | 25                                             | 16                                             | 11                                             | —                                              |
| Всего, печатных единиц                         | 961                                            | 618                                            | 313                                            | 48                                             |

28 июня 1995 года издательство было признано банкротом, 21 августа того же года — продано предпринимателю И. А. Киричеву с сохранением статуса юридического лица. Предпринимало неудачные попытки распространять книги по подписке, а также реализовывать их на розничных книжных рынках Москвы, Санкт-Петербурга и Мурманской области, после чего стало реализовывать книги на розничном книжном рынке Мурманска и через библиотеки Мурманска и Мурманской области.
В 1996 году издательство начало выпускать журнал «Наука и бизнес на Мурмане» в пяти сериях: «Экономика и рынок», «История и право», «Духовная практика», «Язык, сознание, общество» и «Экология и человек». В 1996—2006 годах было издано 57 номеров журнала. В 2002 году ему был присвоен международный стандартный номер сериального издания.
В 1995—2000-е годы были изданы «Красная книга Мурманской области», исследования И. Ф. Ушакова и А. А. Киселёва, мемуары Л. С. Селивёрстова «Из Поморья — в океан», несколько альманахов, сборников очерков и другие книги. В 2005 году на долю издательства приходилось 19,81 % (21 наименование книг и брошюр) издаваемой в Мурманской области художественной литературы.

## Руководители
- 1958—1960 — директор Д. И. Пирогов[40].
  - 1958—1960 — главный редактор А. С. Мошкин[41].
- 1960—1963 — директор Н. К. Романов[42].
  - 1960—1971 — главный редактор Р. К. Соколова[43].
- 1966—1970 — директор В. А. Гладков
- 1971—1976 — директор М. К. Сурков
  - 1971—1972 — главный редактор А. П. Ромашев
  - 1972—1976 — главный редактор Н. С. Конев
  - 1976—1992 — главный редактор Ю. Ю. Александров[44]
- 1977 — директор Н. С. Конев
- 1978—1992 — директор А. Т. Семченков
- 1992—1994 — директор Ю. Ю. Александров.
- 1992—1994 — директор С. К. Богатикова[45]
- 1996 — настоящее время — директор и главный редактор И. Б. Циркунов[46][47].

## Награды
- 1965 — поощрительный диплом V Всероссийского конкурса «Искусство книги» за издание книги А. А. Яковлева «В семи сантиметрах от полюса».
- 1967 — поощрительный диплом VII Всероссийского конкурса «Искусство книги» за издание книги В. К. Конева и С. А. Панкратов «Заполярье моё».
- 1969 — поощрительный диплом IX Всероссийского конкурса «Искусство книги» за издание книги Г. Г. Кузьмина и Е. Ф. Разина «Кандалакша».
- 1969 — поощрительный диплом IX Всероссийского конкурса «Искусство книги» за издание альбома «Мурманск».
- 1969 — диплом второй степени IX Всероссийского конкурса «Искусство книги» за издание книги «Если завтра в поход».
- 1970 — поощрительный диплом X Всероссийского конкурса «Искусство книги» за издание книги «По Кольской земле».
- 1970 — диплом второй степени X Всероссийского конкурса «Искусство книги» за издание книги С. Топелиуса «Сампо-лопарёнок».
- 1971 — диплом второй степени XI Всероссийского конкурса «Искусство книги» за издание книги «Богатырь Ляйне».
- 1972 — поощрительный диплом XII Всероссийского конкурса «Искусство книги» за издание книги Р. И. Рождественского «Горячий Север».
- 1972 — поощрительный диплом XII Всероссийского конкурса «Искусство книги» за издание книги Р. И. Рождественского «Советская поэзия 1920—1930-х годов».
- 1973 — поощрительный диплом XIII Всероссийского конкурса «Искусство книги» за издание книги И. Ф. Ушакова «Кольская земля».
- 1980 — поощрительный диплом XX Всероссийского конкурса «Искусство книги» за издание книги Б. И. Кошечкина «Тундра хранит след».
- 1980 — диплом первой степени XX Всероссийского конкурса «Искусство книги» за издание фотоальбома Е. А. Халдея «От Мурманска до Берлина».
- 1982 — поощрительный диплом XXII Всероссийского конкурса «Искусство книги» за издание книги П. П. Ершова «Конёк-Горбунок».
- 1984 — диплом второй степени XXIV Всероссийского конкурса «Искусство книги» за издание фотоальбома А. В. Волошина и С. А. Майстермана «Минералы Кольского полуострова».
- 1986 — диплом второй степени II Всероссийского конкурса за лучшие издания научно-популярной литературы по вопросам охраны природы за издание книги «Кандалакшский заповедник».
- 1987 — поощрительный диплом XXVIII Всероссийского конкурса «Искусство книги» за издание книги А. Е. Власова и А. М. Млодика «Армия Трясогузки».
- 1991 — диплом первой степени ВДНХ СССР за издание трёх томов М. А. Булгакова.
- 1991 — диплом третьей степени XXXI Всероссийского конкурса «Искусство книги» за издание книги «Семилетний стрелок из лука».
- 1992 — диплом второй степени XXXII Всероссийского конкурса «Искусство книги» за издание книги «Птичка — железный нос, деревянный хвост».
- 2002 — благодарность губернатора Мурманской области Ю. А. Евдокимова и благодарственное письмо Мурманской областной думы в связи с 45-летием издательства.
- 2002 — диплом конкурса Ассоциации книгоиздателей России «Лучшая книга 2002 года» за издание книги И. Ф. Ушакова «Кольский север в досоветское время. Историко-краеведческий словарь».
- 2004 — диплом конкурса Ассоциации книгоиздателей России «Лучшая книга 2004 года» за издание книги «Красная книга Мурманской области».
- 2006 — почётная грамота Ассоциации книгоиздателей России за издание книги Н. П. Большаковой «Жизнь, обычаи и мифы кольских саамов в прошлом и настоящем»[48].